# Isola di Lejkin
L'isola di Lejkin (russo: Остров Лейкина, ostrov Lejkina;  prima del 1978 Osušnoj) è una piccola isola russa situata nel mare di Laptev. Amministrativamente appartiene all'Anabarskij ulus della repubblica autonoma russa di Sacha-Jacuzia. L'isola, prima del 1978, si chiamava Osušnoj (Осушной); su decisione del Consiglio dei Ministri della Jacuzia, fu ribattezzata con l'attuale nome in onore dell'esploratore artico Boris Izrail'evič Lejkin (1914-1978) nell'anno della sua morte.

## Geografia
L'isola si trova nel golfo dell'Olenëk, circa a metà strada tra l'isola Pesčanyj e le Dunaj. Sebbene appaia sulle mappe della Russia, non appare su quelle dell'Ammiragliato britannico e la sua ubicazione viene definita dubbia. Un marinaio britannico che ha visitato la zona nel 2007 è riuscito a distinguere solo alcune tracce nel mare dove probabilmente era situata l'isola (74°02′24″N 120°16′12″E).
L'isola di Lejkin potrebbe essere una delle isole dell'Artico russo erose e scomparse in tempi recenti, come l'isola di Semënov.